# Häggdångers socken
Häggdångers socken i Ångermanland ingår sedan 1971 i Härnösands kommun och motsvarar från 2016 Häggdångers distrikt.
Socknens areal är 103,40 kvadratkilometer, varav 97,00 land. År 2000 fanns här 571 invånare. Kyrkbyn Hov med sockenkyrkan Häggdångers kyrka ligger i socknen. 

## Administrativ historik
Häggdångers socken har medeltida ursprung.
Vid kommunreformen 1862 övergick socknens ansvar för de kyrkliga frågorna till Häggdångers församling och för de borgerliga frågorna bildades Häggdångers landskommun. Landskommunen inkorporerades 1952 i Säbrå landskommun som 1969 uppgick i Härnösands stad som 1971 ombildades till Härnösands kommun.
1 januari 2016 inrättades distriktet Häggdånger, med samma omfattning som församlingen hade 1999/2000.  
Socknen har tillhört fögderier, tingslag och domsagor enligt vad som beskrivs i artikeln Ångermanland.  De indelta båtsmännen tillhörde Andra Norrlands förstadels båtsmanskompani.

## Geografi
Häggdångers socken ligger vid kusten, söder om Härnösand. Socknen är en kustbygd med mindre odlingbygder vid sjöar och i övrigt är en kuperad sjörik skogs- och bergsbygd.
I socknen ligger Ångermanlands sydligaste punkt, Skarpudden med Skarpuddens fyr. Det finns flera gamla fiskelägen i socknen som Barsviken strax innanför Skarpudden. Barsvikens fiskarkapell ligger i Barsviken och byggdes i timmer på 1700-talet. Byggarna var fiskare från Gävle.
I nordost gränsar socknen mot Säbrå socken. Gränsen mellan de två socknarna faller ut i Södra sundet, invid dess mynning i Bottenhavet. Socknens kust är mycket bergig och brant. På klipporna och bergen finns en mängd fornlämningar i form av gravrösen och på Svenskäret en labyrint. Bland framträdande höjder vid kusten kan nämnas, från Södra sundet mot sydväst räknat: Gropberget, Byviksberget, Hästsjöberget, Lerviksudden (med gravfält) samt Skarpudden (sydligast - med gravrösen). Kusten i sydväst, innanför Skarpudden, är flackare. Här ligger byn Malviken samt Sandstensfjärden. Muggärdsviken är socknens västligaste kustpunkt. Här faller landskapsgränsen mellan Medelpad och Ångermanland ut i havet. På Medelpadssidan ligger Hässjö socken i Timrå kommun.
I socknens centrala del ligger Kyrksjön och invid den, Häggdångers kyrka. Byarna här heter Hov, Skällom, Muggärd, Torrom, Skedom, Lindom, By samt Rogsta. I kyrkbyn ligger en skola.
I socknens norra del ligger Spjutåsberget (196 m ö.h.). Europaväg 4 skär genom den norra sockendelen. Norr om vägen ligger byarna Otteböle, Tjärnsjö samt Antjärn. Här passerar även Ådalsbanan. Söder om E4 ligger byarna Kammartjärn, Sörantjärn samt Sjö, den sistnämnda med bygdegård.
I väster gränsar socknen mot Hässjö socken i Timrå kommun och helt i nordväst gränsar den mot Stigsjö socken på en sträcka av cirka 3 km. Gränsen mellan dessa två socknar går bland annat genom Öjesjön. Här ligger även Häggsjön. Mellan de två sistnämnda sjöarna ligger byn Häggsjö. "Tresockenmötet" Stigsjö-Häggdånger-Hässjö ligger invid Kallbäckstjärnen, vilken är socknens västligaste punkt. Tjärnen avrinner via Källbäcken till Gnistringstjärnen. Här ligger byn Gnistring, som är den plats där E4 går in i Medelpad. Invid Storsjön ligger byn Gåsnäs. Högberget reser sig vid sjöns östra ände.

## Fornlämningar
Från stenåldern har anträffats tolv boplatser vid kusten. Vidare finns cirka 50 gravar i form av gravrösen. Dessa ligger i strandläge och finns i höjd med både bronsålderns och järnålderns kustlinje. De övriga lämningarna utgörs av högar i den nuvarande bygden. På Svenskäret finns en labyrint. Vidare finns kompassrosor och tomtningar.

## Namnet
Namnet (1344 Hedanger) kommer från Byviken. Förleden innehåller ett äldre ånamn Häghdha för nuvarande Byån, med ett namn som sammanstälts med hägd, 'sparsamhet' och tolkningen 'den med sans och måtta framflytande ån'. Efterleden är 'anger', '(havs)vik'.

## Befolkningsutveckling
| Befolkningsutvecklingen i Häggdångers socken 1810–1990                                                   | Befolkningsutvecklingen i Häggdångers socken 1810–1990 | Befolkningsutvecklingen i Häggdångers socken 1810–1990 | Befolkningsutvecklingen i Häggdångers socken 1810–1990 | Befolkningsutvecklingen i Häggdångers socken 1810–1990 |
| --- | ------------------------------------------------------ | ------------------------------------------------------ | ------------------------------------------------------ | ------------------------------------------------------ |
| |                                                        |                                                        |                                                        |                                                        |
| År |                                                        |                                                        | Folkmängd                                              |                                                        |
| 1810 | 1810                                                   |                                                        | 810                                                    |                                                        |
| 1820 | 1820                                                   |                                                        | 835                                                    |                                                        |
| 1830 | 1830                                                   |                                                        | 849                                                    |                                                        |
| 1840 | 1840                                                   |                                                        | 874                                                    |                                                        |
| 1850 | 1850                                                   |                                                        | 1 035                                                  |                                                        |
| 1860 | 1860                                                   |                                                        | 988                                                    |                                                        |
| 1870 | 1870                                                   |                                                        | 991                                                    |                                                        |
| 1880 | 1880                                                   |                                                        | 1 102                                                  |                                                        |
| 1890 | 1890                                                   |                                                        | 1 090                                                  |                                                        |
| 1900 | 1900                                                   |                                                        | 1 099                                                  |                                                        |
| 1910 | 1910                                                   |                                                        | 1 151                                                  |                                                        |
| 1920 | 1920                                                   |                                                        | 1 120                                                  |                                                        |
| 1930 | 1930                                                   |                                                        | 1 014                                                  |                                                        |
| 1940 | 1940                                                   |                                                        | 866                                                    |                                                        |
| 1950 | 1950                                                   |                                                        | 750                                                    |                                                        |
| 1960 | 1960                                                   |                                                        | 575                                                    |                                                        |
| 1970 | 1970                                                   |                                                        | 471                                                    |                                                        |
| 1980 | 1980                                                   |                                                        | 561                                                    |                                                        |
| 1990 | 1990                                                   |                                                        | 589                                                    |                                                        |
| Anm: Källor: Umeå universitet - Tabellverket 1749-1859, Demografiska databasen, CEDAR, Umeå universitet. |                                                        |                                                        |                                                        |                                                        |